# Света Троица (Гюешево)
Вижте пояснителната страница за други значения на Света Троица.
„Света Троица“ е православен храм-костница в България, построен в памет на загиналите български офицери и войници в Междусъюзническата и Първата световна война (1915 – 1918) в боевете, водени в покрайнините на село Гюешево. Намира се на около 20 km от Кюстендил.
През 1925 г. в Гюешево се учредява инициативен комитет от 17 души, ръководени от командира на граничната застава Владимир Йорданов той избира северозападния край за място на построяването му. Стоимен Ангелов-Белия дарява мястото и 100 000 лева за нейното построяване. Проектът за изграждането е дело на архитект Георги Иванов.
Полагането на основния камък започва на 2 август 1925 г. и продължава 5 години, през които строителството се ръководи от архитект Рудолф Фишер. Църквата-костница се състои от две части, горна и долна. На горната има два етажа. По стените на църквата са изписани сцени свързани с военните светци Св. Димитър Солунски, Св. Георги, Св. Тодор Стратилат, Св. Архангел Михаил и др. В изписването на църквата участват художниците Димитър Гюдженов, Дечко Миндов, проф. Никола Кожухаров, проф. Георги Христов. Дърворезбата на иконостаса е изработена от Радомир Мандов, Владимир Наумов и скулптура Стефан Стоянов. Теренът позволява на архитекта да изгради от масивни камъни приземен етаж, където се намира костницата. В храма има плоча с надпис „Построен при Царуването на Негово Величество Борис III – Цар на българите“.
Храмът е открит на 3 август 1930 г. от митрополит Стефан Софийски в присъствието на военния министър генерал-майор Никола Бакърджиев, кмета на Кюстендил и представители на Светия Синод.